# Zhangjin Zhen (ort i Kina, Hubei Sheng, lat 30,20, long 112,60)
Zhangjin Zhen (kinesiska: 张金镇) är en ort i Kina. Den ligger i provinsen Hubei, i den centrala delen av landet, omkring 170 kilometer väster om provinshuvudstaden Wuhan. Antalet invånare är 58 560. Befolkningen består av 28 951 kvinnor och 29 609 män. Barn under 15 år utgör 14,0 %, vuxna 15-64 år 76 %, och äldre över 65 år 9,0 %.
Runt Zhangjin Zhen är det tätbefolkat, med 369 invånare per kvadratkilometer. Zhangjin Zhen är det största samhället i trakten. Trakten runt Zhangjin Zhen består till största delen av jordbruksmark.
Genomsnittlig årsnederbörd är 1 358 millimeter. Den regnigaste månaden är april, med i genomsnitt 208 mm nederbörd, och den torraste är december, med 21 mm nederbörd.